# Martin Gore
Martin Lee Gore (* 23. července 1961) je britský hudebník, zpěvák, skladatel, hudební producent a DJ. Je členem hudební skupiny Depeche Mode od jejího založení v roce 1980. Poté, co Vince Clarke opustil skupinu po vydání jejího debutového alba Speak & Spell v roce 1981, stal se Gore hlavním skladatelem a textařem. V současnosti hraje občas na kytaru a zpívá hlasy na pozadí, někdy zahraje i na klávesy. V některých písních si ale zazpíval Gore i jako hlavní zpěvák.

## Diskografie

### Studiová alba
| Rok                                                     | Název                                                   | Umístění | Umístění | Umístění       |
| Rok                                                     | Název                                                   | NĚM      | UK       | US Dance/Elec. |
| ------------------------------------------------------- | ------------------------------------------------------- | -------- | -------- | -------------- |
| 2003                                                    | Counterfeit² - Vydáno: 29. dubna 2003 - Vydavatel: Mute | 12       | 102      | 3              |
| 2015                                                    | MG - Vydáno: 27. dubna 2015 - Vydavatel: Mute           | 7        | 50       | 1              |
| „—“ značí vydání, která se neumístila v dané hitparádě. |                                                         |          |          |                |

### EP

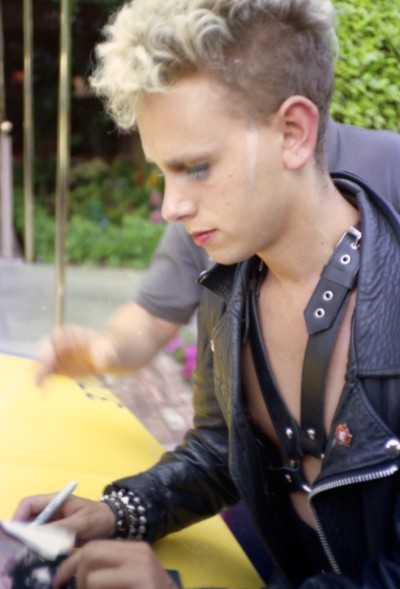
Martin Gore v roce 1986

| Rok                                                     | Název                                                                   | Umístění | Umístění | Umístění |
| Rok                                                     | Název                                                                   | NĚM      | UK       | USA      |
| ------------------------------------------------------- | ----------------------------------------------------------------------- | -------- | -------- | -------- |
| 1989                                                    | Counterfeit e.p. - Vydáno: 12. června 1989 - Vydavatel: Mute            | 41       | 51       | 156      |
| 2015                                                    | MG Remix EP - Vydáno: 9. října 2015 - Vydavatel: Mute                   | —        | —        | —        |
| 2021                                                    | The Third Chimpanzee - Vydáno: 29. ledna 2021 - Vydavatel: Mute         | 13       | —        | —        |
| 2021                                                    | The Third Chimpanzee Remixed - Vydáno: 20. srpna 2021 - Vydavatel: Mute | —        | —        | —        |
| „—“ značí vydání, která se neumístila v dané hitparádě. |                                                                         |          |          |          |

### Singly
| Rok                                                     | Název        | Umístění | Umístění | Umístění | Album            |
| Rok                                                     | Název        | NĚM      | UK       | US Alt.  | Album            |
| ------------------------------------------------------- | ------------ | -------- | -------- | -------- | ---------------- |
| 1989                                                    | „Compulsion“ | —        | —        | 18       | Counterfeit e.p. |
| 2003                                                    | „Stardust“   | 29       | 44       | —        | Counterfeit²     |
| 2003                                                    | „Loverman“   | 53       | —        | —        | Counterfeit²     |
| „—“ značí vydání, která se neumístila v dané hitparádě. |              |          |          |          |                  |